# Boulevard Henri-IV
 (septembre 2012).
Si vous disposez d'ouvrages ou d'articles de référence ou si vous connaissez des sites web de qualité traitant du thème abordé ici, merci de compléter l'article en donnant les références utiles à sa vérifiabilité et en les liant à la section « Notes et références ».
Le boulevard Henri-IV est une voie du 4e arrondissement de Paris.

## Situation et accès

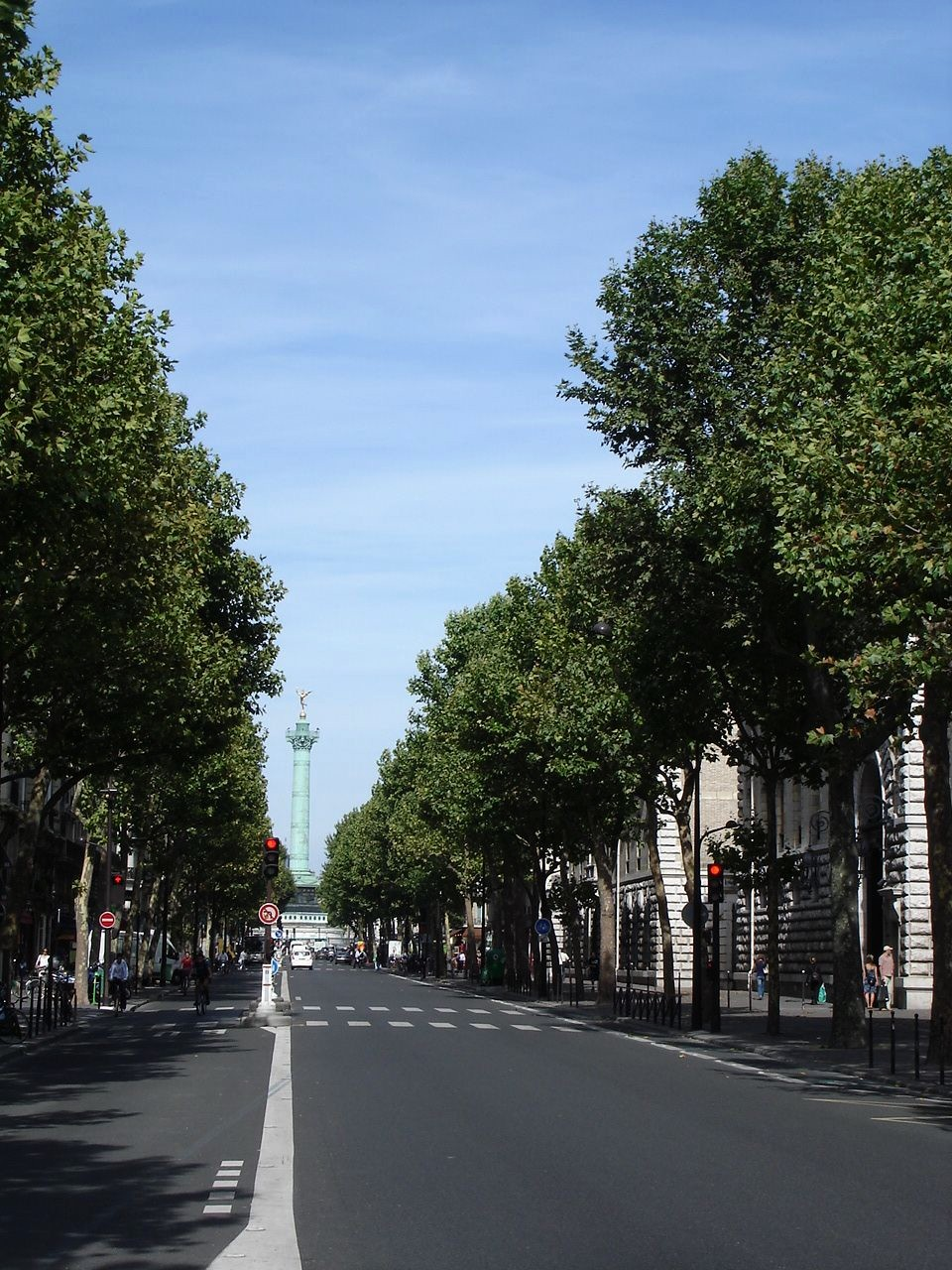
Le boulevard en 2007.

Le boulevard qui débute au 12, quai de Béthune dans l'île Saint-Louis, relie les deux ouvrages qui forment le pont Sully, et se prolonge, au-delà du bras nord de la Seine, jusqu'à la place de la Bastille.
Le numérotage des immeubles s'échelonne de 1 à 49.
Les véhicules circulent du quai de Béthune vers la Bastille. Un couloir à contre-voie est réservé aux bus, taxis et vélos.
Ce site est desservi par la ligne 7 du métro à la station de métro Sully - Morland et par les lignes 1, 5 et 8 à la station Bastille.
Voies adjacentes
Le boulevard Henri-IV rencontre les voies suivantes, dans l'ordre croissant de sa numérotation (« g » indique que la voie se situe à gauche, « d » à droite) :
- le quai d'Anjou (g)
- la voie Georges-Pompidou sous le pont Sully
- le quai des Célestins (g) et le quai Henri-IV (d)
- le boulevard Morland  (d)
- la place du Père-Teilhard-de-Chardin (d)
- la rue de Sully (d)
- la rue Jules-Cousin (g)
- la rue de la Cerisaie
- la rue Castex (g)
- la rue de Lesdiguières
- la rue Jacques-Cœur

## Origine du nom

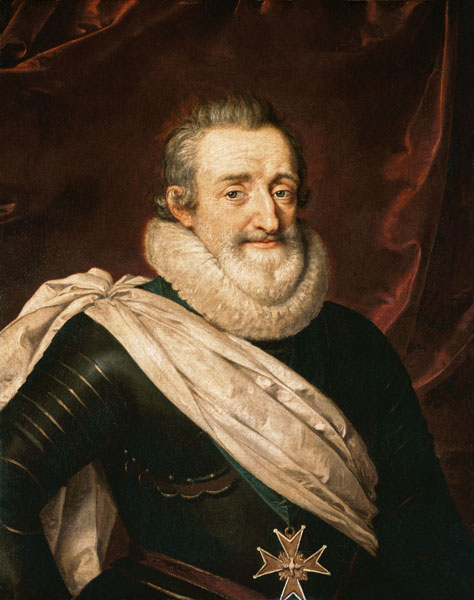
Henri IV, par Frans Pourbus le Jeune.

Le nom de la voie fait référence à Henri IV, roi de France.

## Historique
Dans les projets haussmanniens, cet axe reliant la Seine à la place Bastille s'appelait « boulevard Saint Germain » dont il représentait une extension traversant la Seine via le pont Sully, comme en témoignent les plans initiaux. Il fut rapidement rebaptisé « boulevard Henri-IV ».
Le percement du boulevard Henri-IV a été réalisé de 1876 à 1879.
Le 12 avril 1918, durant la première Guerre mondiale, le boulevard Henri-IV est touché lors d'un raid effectué par des avions allemands.

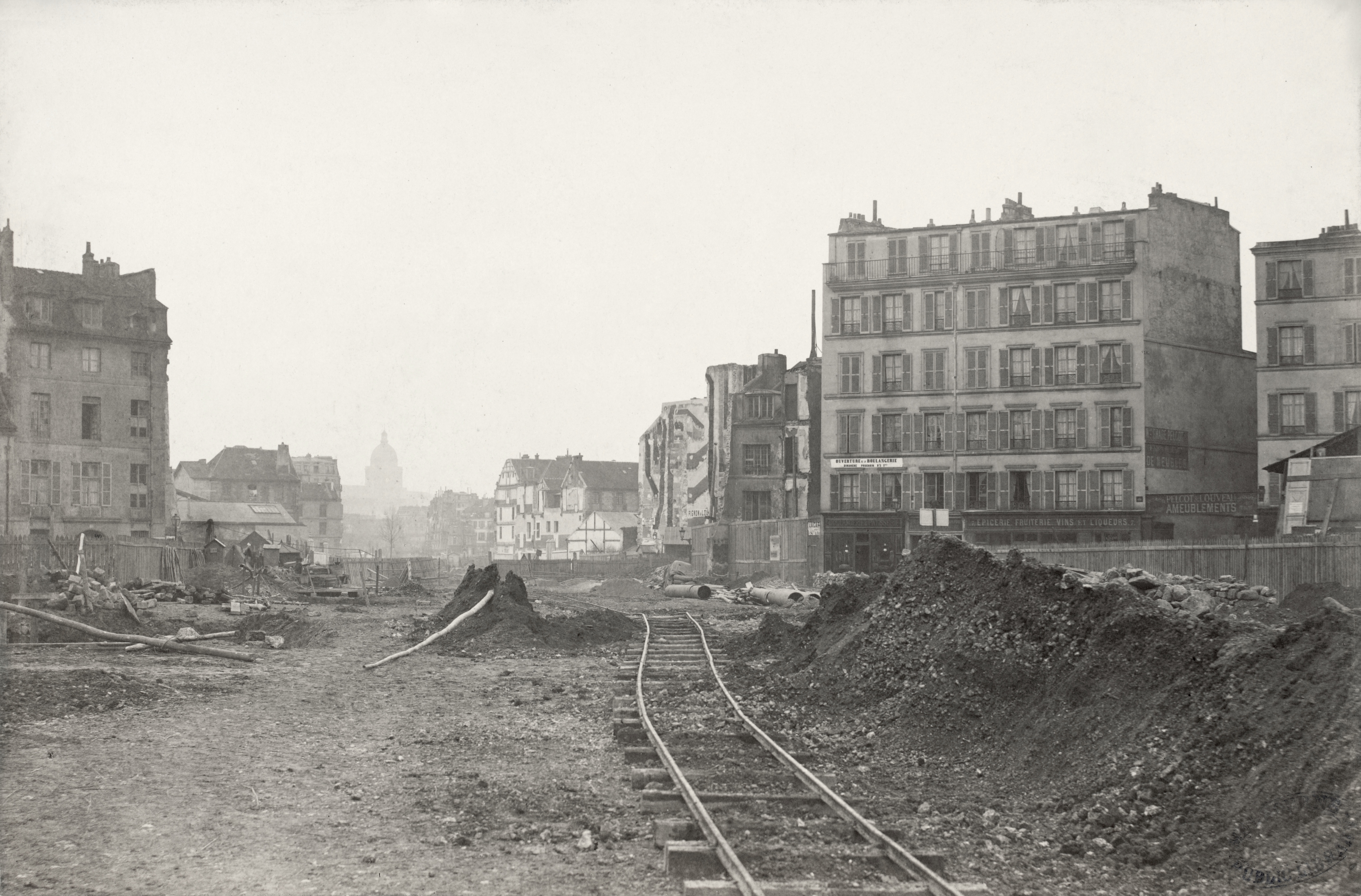
Le boulevard en direction du Panthéon (Charles Marville, 1853).
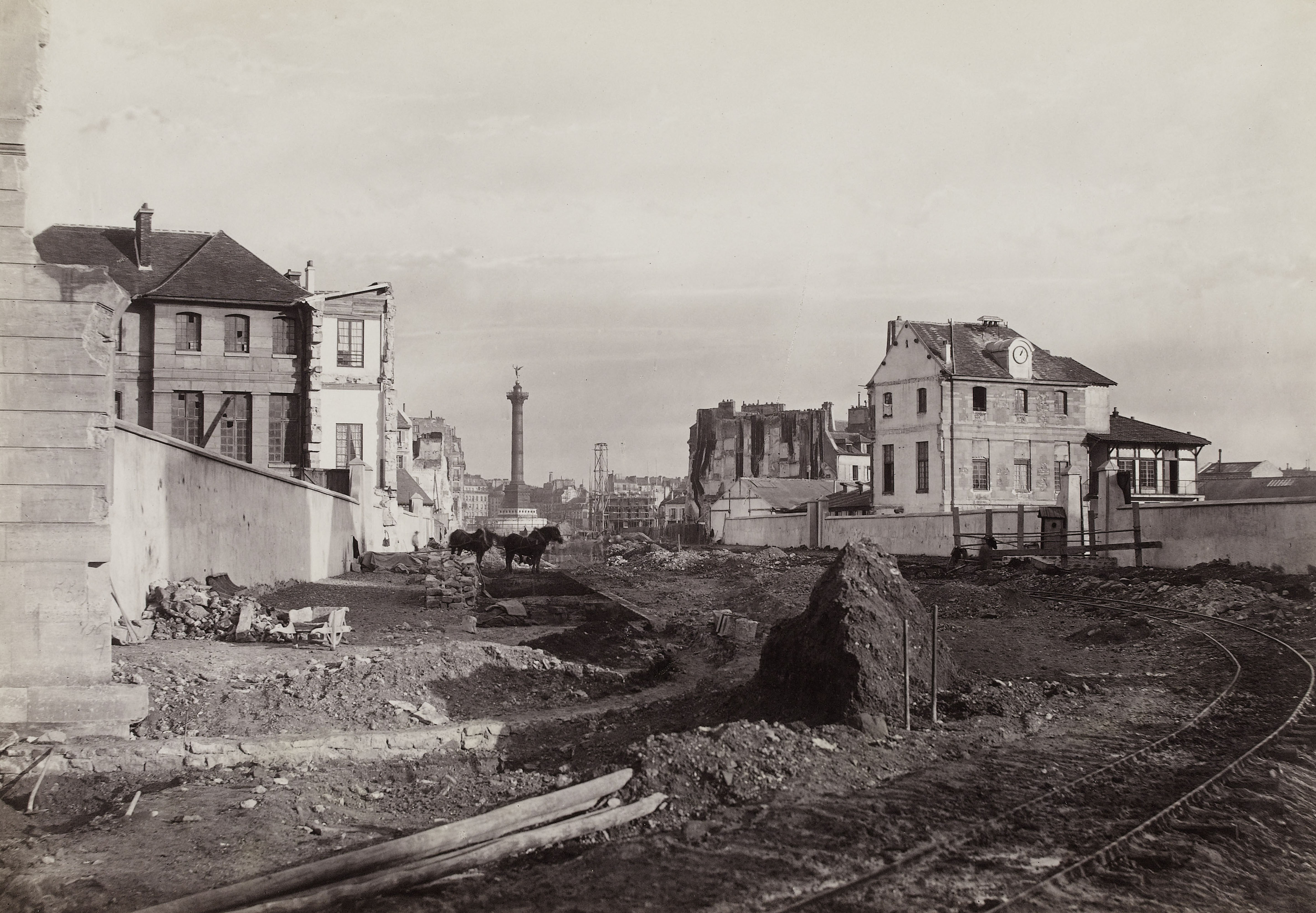
Le boulevard en direction de la Bastille (Charles Marville, 1877).

## Bâtiments remarquables et lieux de mémoire
En se déplaçant de l'île Saint-Louis vers la place de la Bastille, on trouve divers endroits dignes d'intérêt.
- Le square Barye, situé à l'extrémité est de l’île Saint-Louis, a été nommé d’après Antoine-Louis Barye, célèbre sculpteur animalier du XIXe siècle. Un monument en pierre y honore la mémoire de l'artiste.

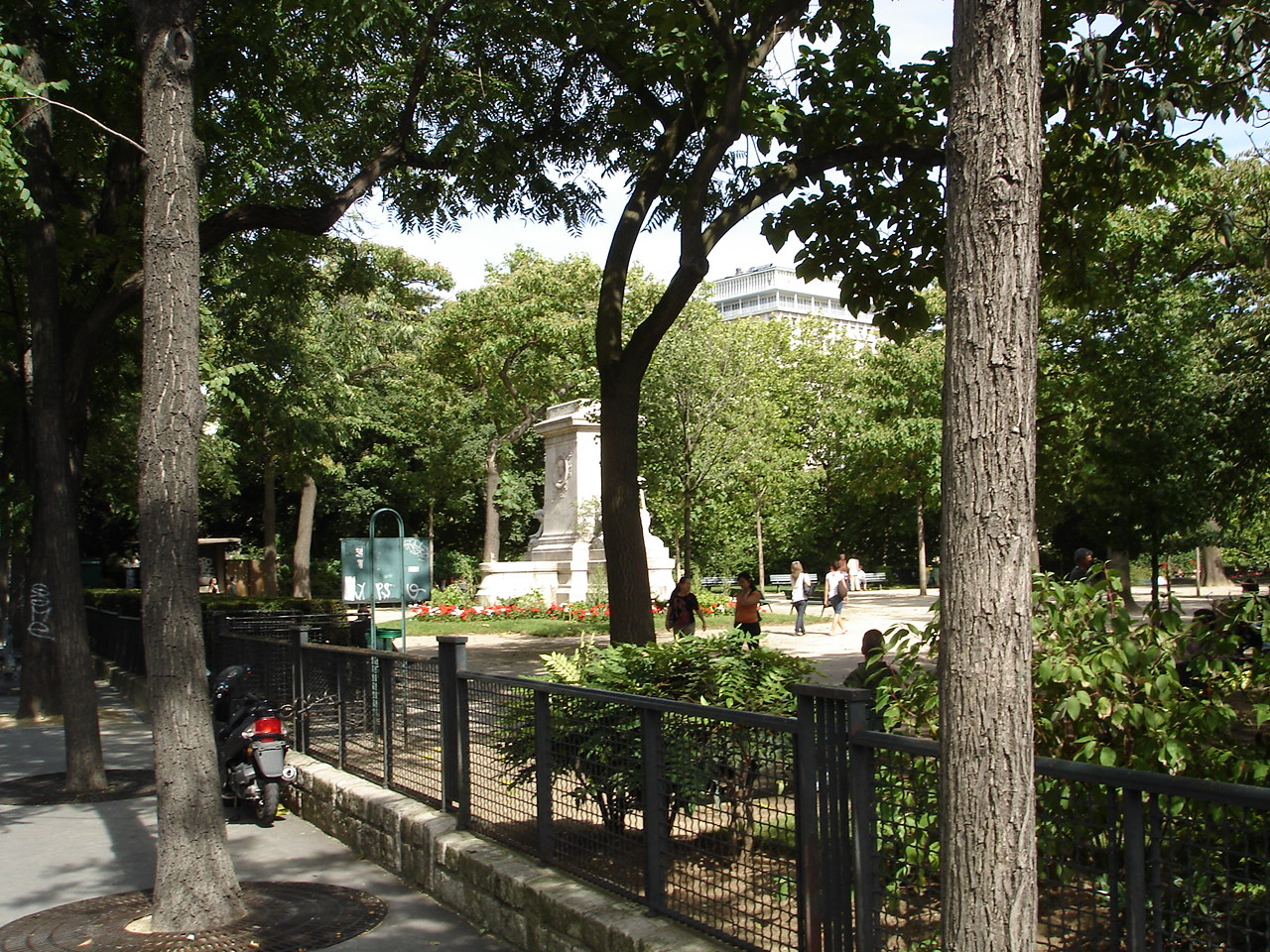
Square Barye.

- Le petit square Henri-Galli, situé après la traversée de la Seine, à gauche, entre le quai des Célestins et le boulevard, contient des vestiges des fondations de la prison de la Bastille. Ce soubassement de la tour de la Liberté a été découvert en 1899 lors du percement de la ligne 1 du métro puis déposé dans le square.

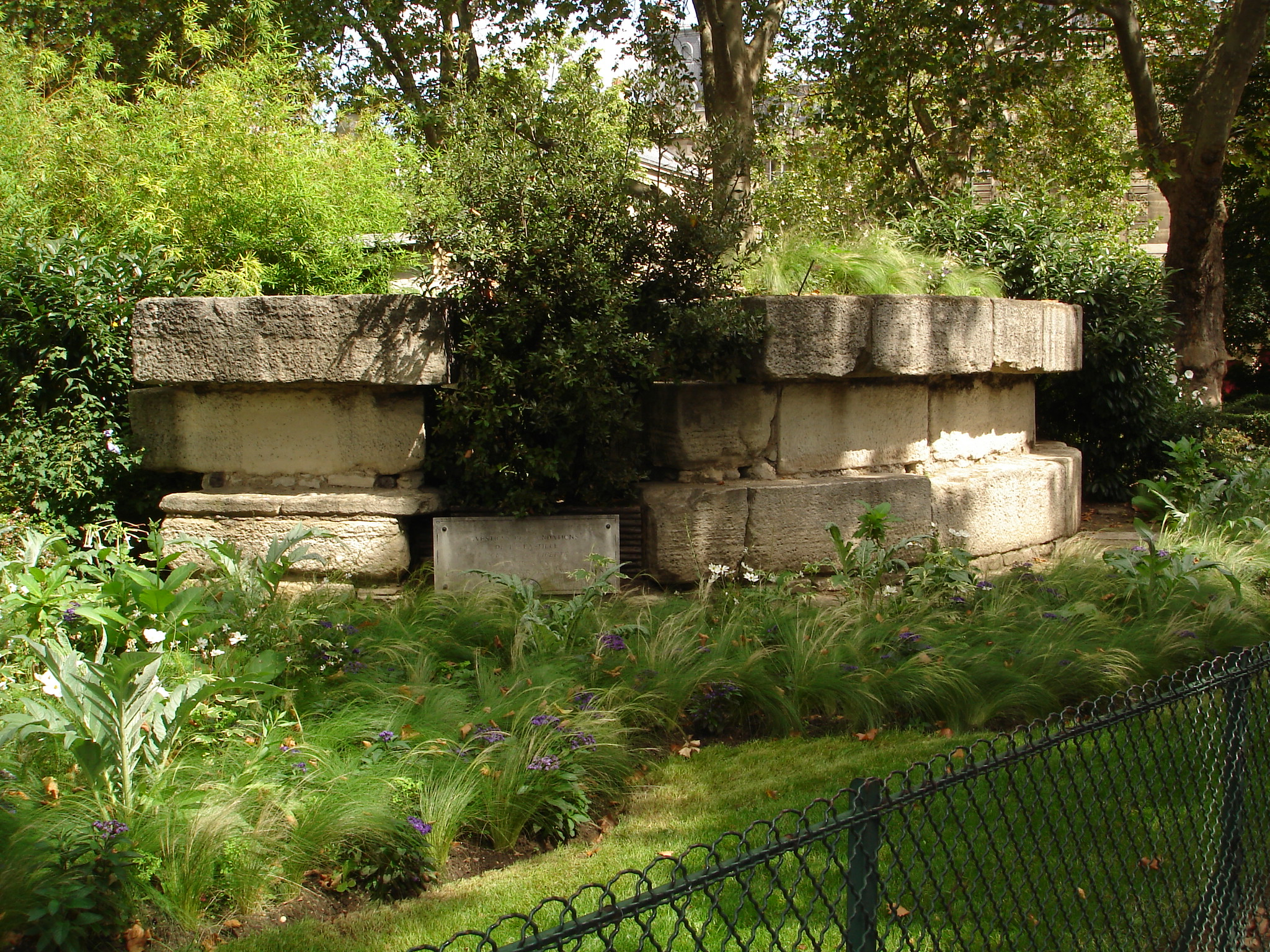
Vestiges de la Bastille.
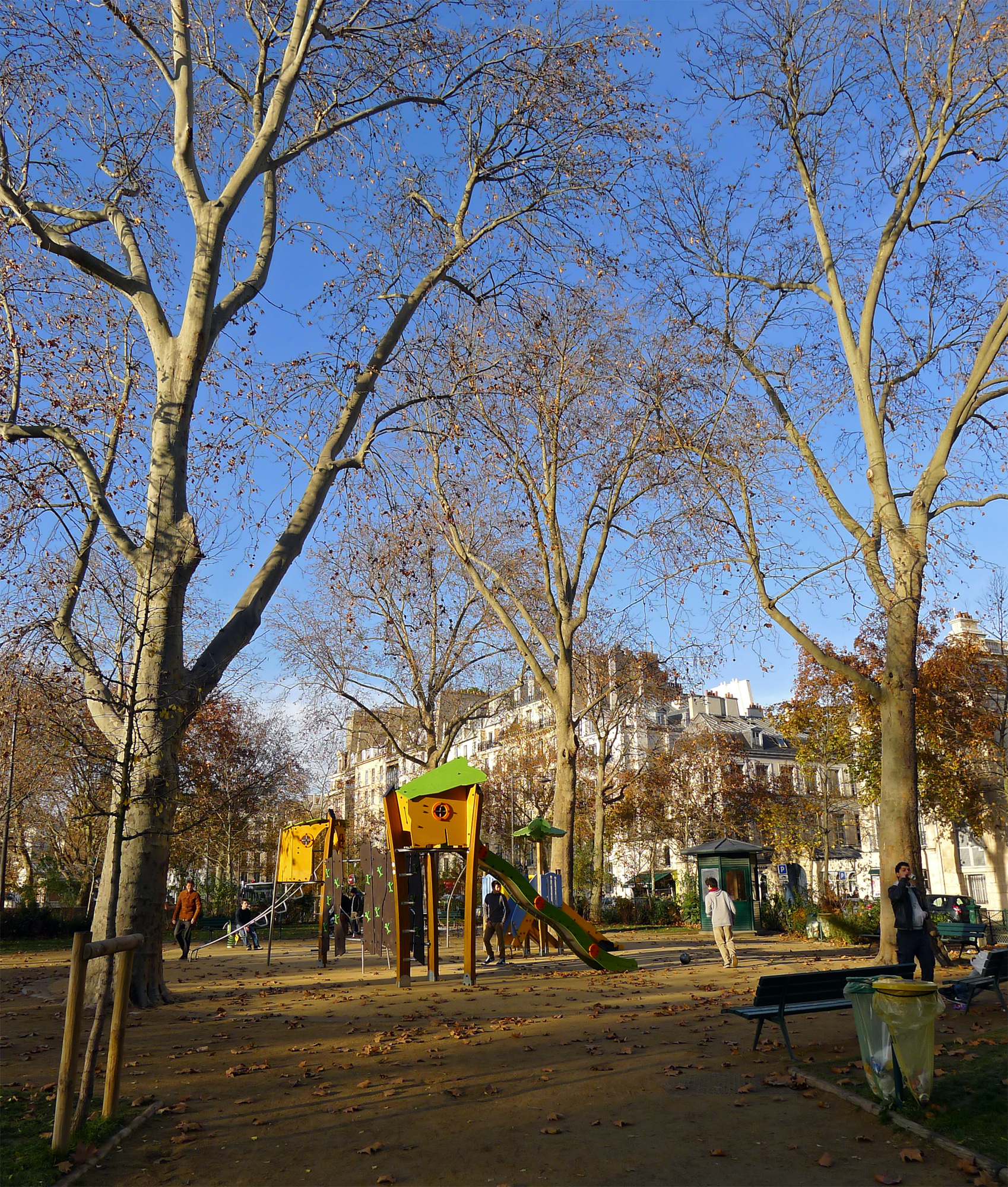
Jeux pour enfants.

- La statue d’Arthur Rimbaud, en bronze, érigée place du Père-Teilhard-de-Chardin, à droite du boulevard Henri-IV, est l'œuvre de Jean-Robert Ipoustéguy. Intitulée L'Homme aux semelles devant, calembour sur « l’homme aux semelles de vent », surnom donné par Verlaine à Rimbaud, elle a été inaugurée en 1984.
- Situés place du Père-Teilhard-de-Chardin, les bâtiments classés de l'ancien arsenal de Paris ont accueilli au XVIIIe siècle la bibliothèque du marquis de Paulmy, devenue bibliothèque de l’Arsenal et rattachée en 1934 à la Bibliothèque nationale dont elle constitue un département.
- A la hauteur de l'actuel n°46 se trouvait le pont-levis de la prison de la Bastille[4].
- Le pavillon de l’Arsenal est situé face à la place du Père-Teilhard-de-Chardin. Il accueille depuis 1988 le Centre d'information, de documentation et d'exposition d'urbanisme et d'architecture de Paris. Le bâtiment, construit en 1878-1879 par l'architecte Clément pour accueillir la collection de peintures d'un riche marchand de bois, est caractéristique de l’architecture de la fin du XIXe siècle. Acquis par la ville de Paris en 1954, il a été réhabilité par les architectes Bernard Reichen et Philippe Robert.

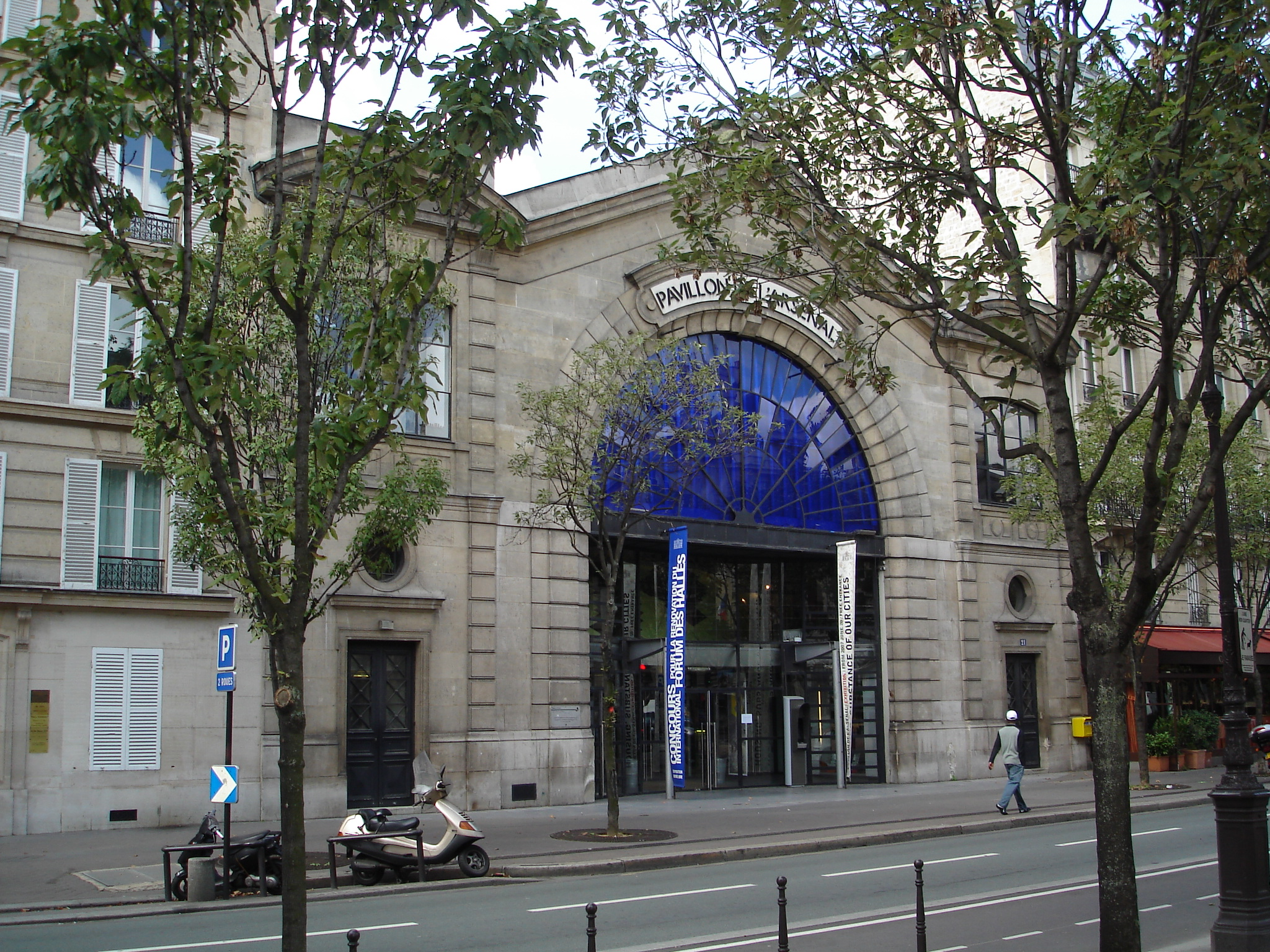
Pavillon de l’Arsenal.

- No 12 :  caserne des Célestins de la Garde républicaine. Elle occupe le site de l’ancien couvent des Célestins construit sous François Ier et transformé en dépôt de bois pendant la Révolution. Sous le Consulat, une partie du couvent est transformée en caserne, et les derniers bâtiments du cloître sont démolis entre 1895 et 1901 lors de la construction de la nouvelle caserne.

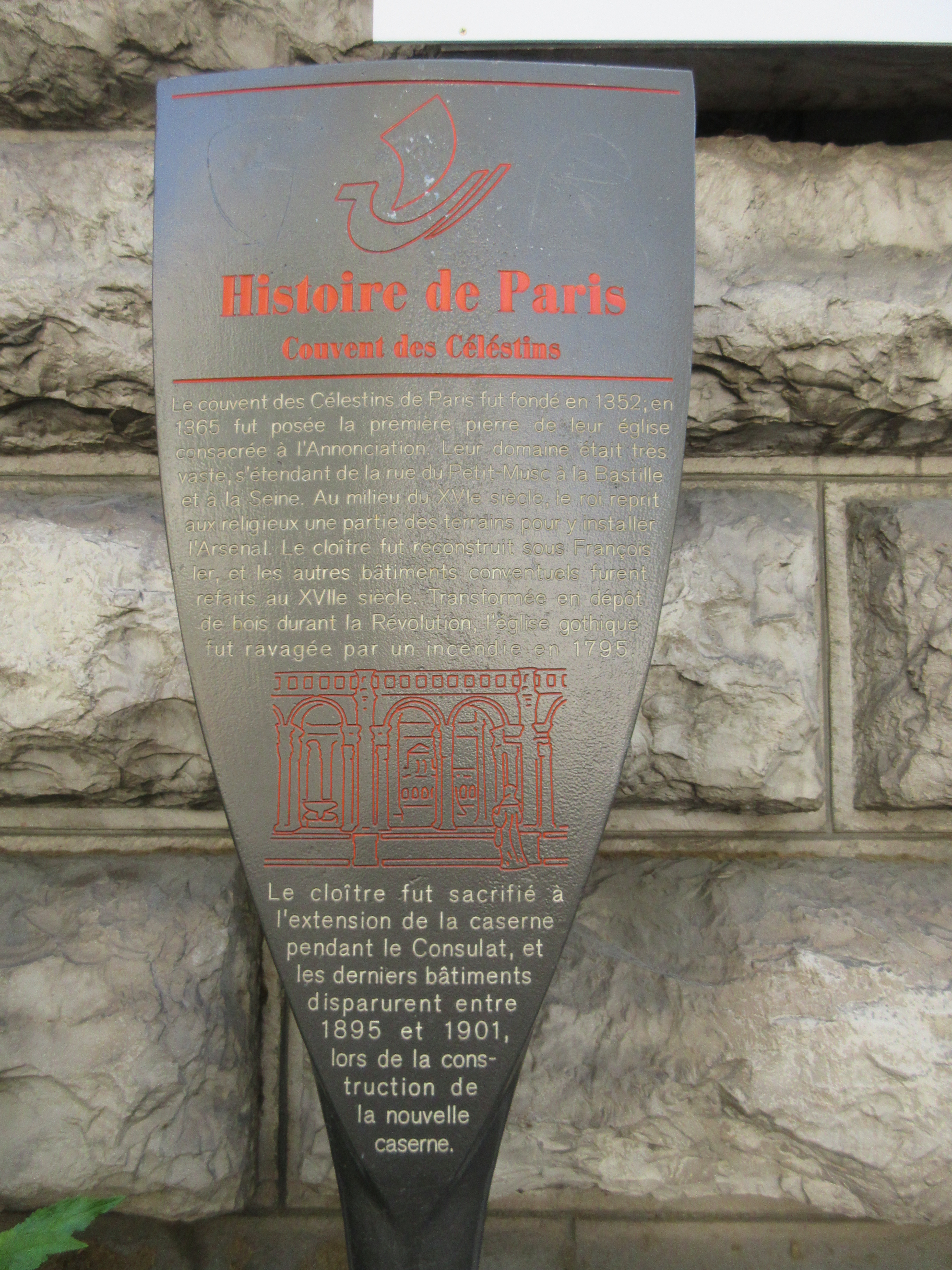
Panneau Histoire de Paris « Couvent des Célestins »
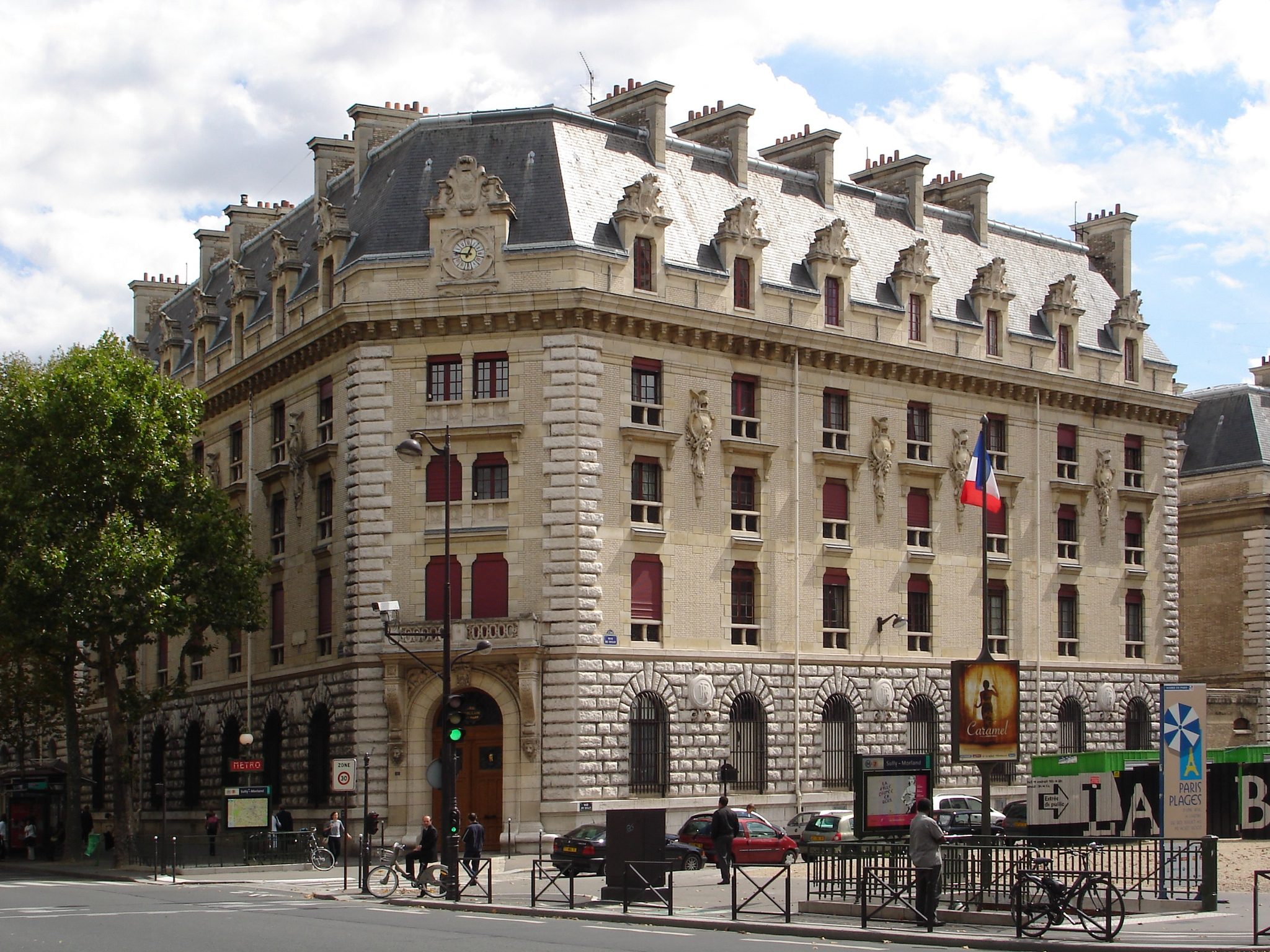
Vue générale.
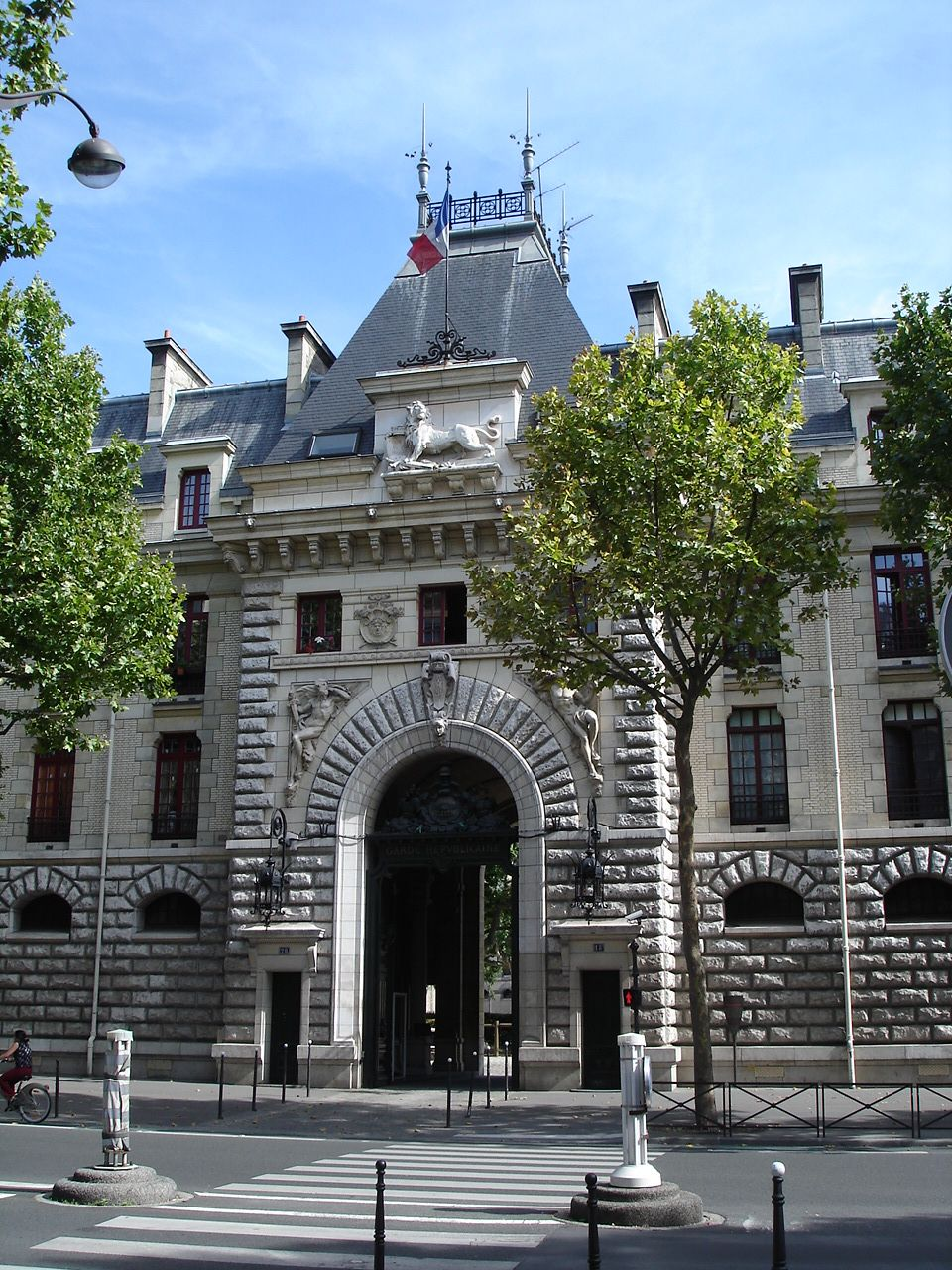
Façade.
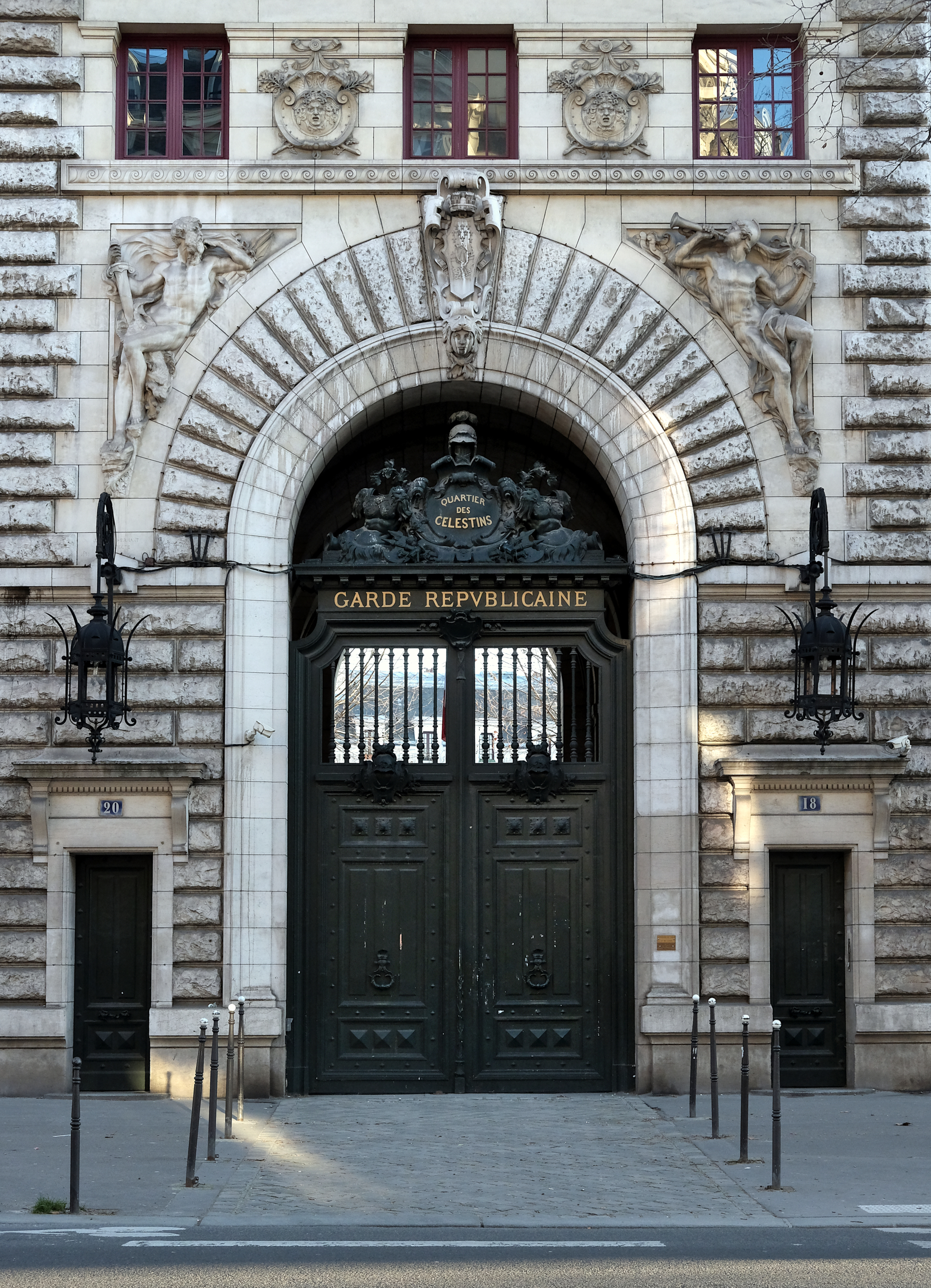
Entrée principale.
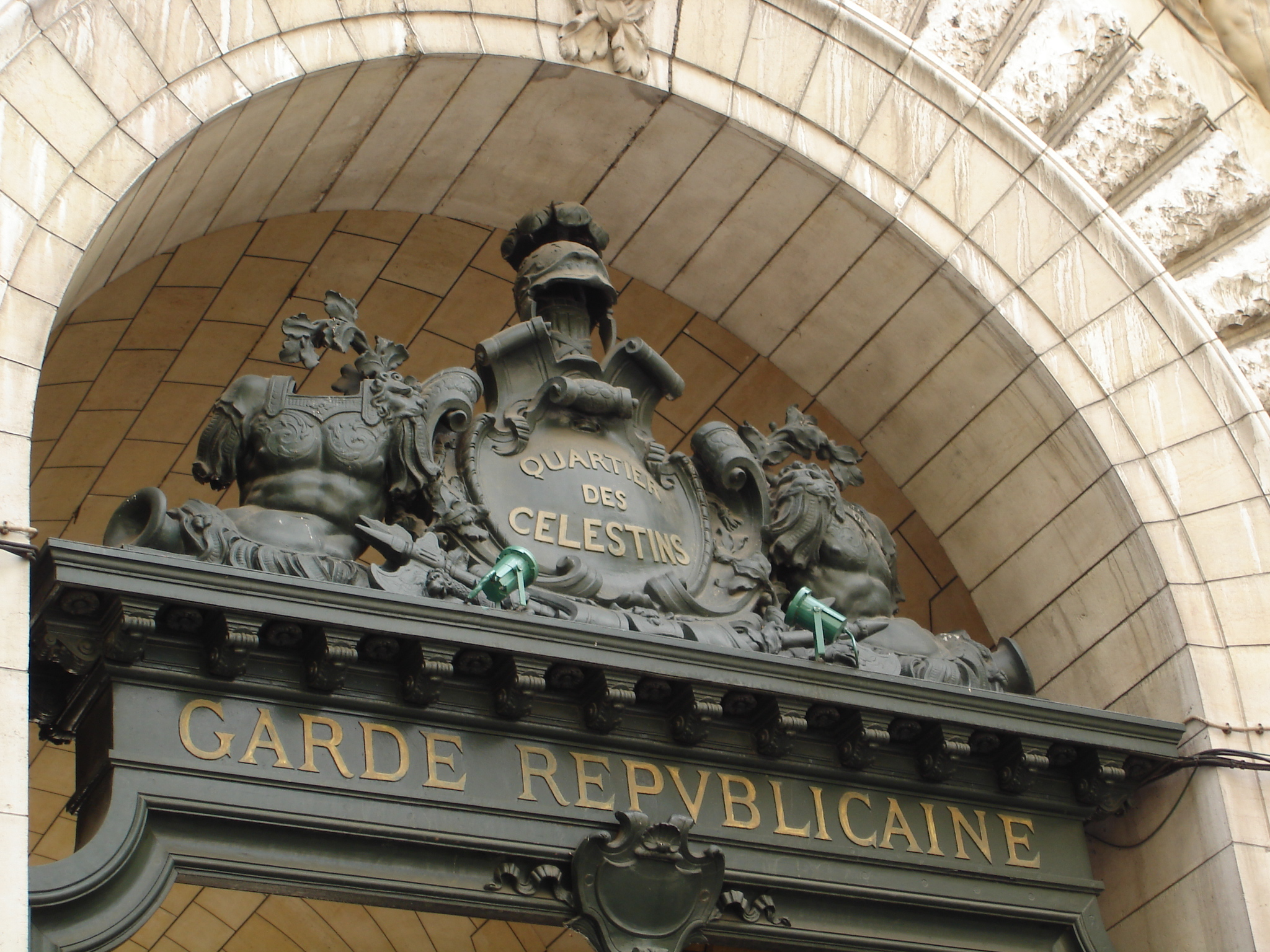
Tympan armorié.

- No 17 :  immeuble bourgeois construit par l'architecte Georges Farcy[5] en 1912, juste en face de la caserne.

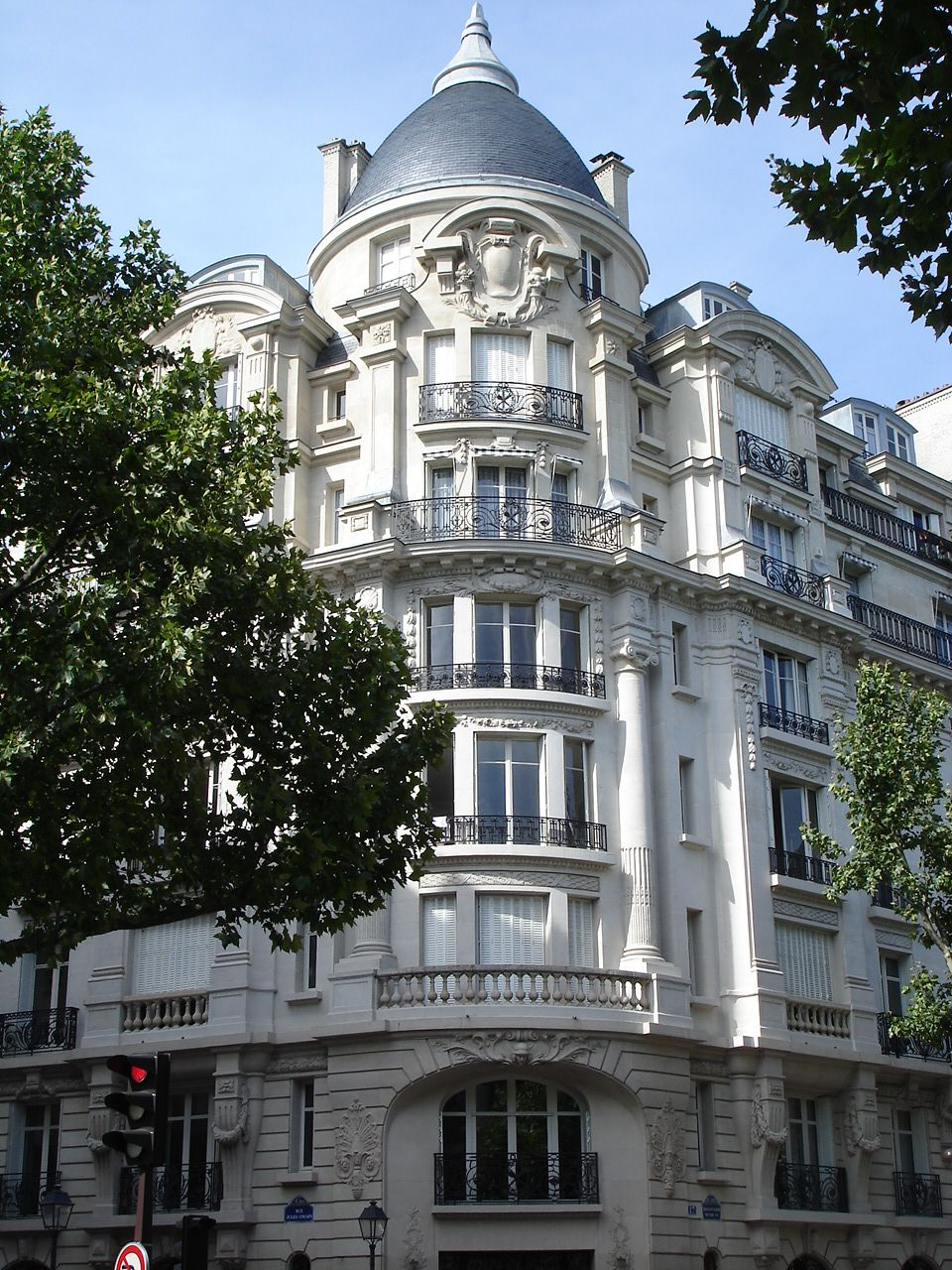
Immeuble bourgeois datant de 1912.